# Lớp (lý thuyết tập hợp)
Trong lý thuyết tập hợp và các ứng dụng của nó quanh toán học, lớp là họ của các tập  (và đôi khi trên cả các đối tượng toán học khác) và được định nghĩa rõ ràng bằng một tính chất mà tất cả các phần tử của nó đều có. Lớp hoạt động giống họ tập hợp nhưng được định nghĩa khác đi để tránh nghịch lý Russell (xem Lỗi kịch bản: Hàm “formatLink” không tồn tại.). Định nghĩa chuẩn xác của "lớp" phụ thuộc vào ngữ cảnh của nền tảng. Khi làm việc với lý thuyết tập hợp Zermelo–Fraenkel, thuật ngữ của lớp không có hình thức, trong khi trong các lý thuyết tập hợp khác, chẳng hạn như trong lý thuyết tập hợp von Neumann–Bernays–Gödel, có tiên đề của "lớp chân chính", tức là các thực thể không phải phần tử của những thực thể khác.
Lớp mà không phải tập hợp (chưa có hình thức trong Zermelo–Fraenkel) được gọi là lớp chân chính, và lớp đồng thời là tập hợp đôi khi được gọi là lớp nhỏ (hay lớp bé). Ví dụ chẳng hạn, lớp tất cả số thứ tự, và lớp tất cả các tập hợp là lớp chân chính trong nhiều hệ hình thức.
Trong lý thuyết tập hợp của Quine, thuật ngữ "lớp sơ đẳng" được dùng thay vì "lớp chân chính" để nhấn mạnh rằng trong hệ thống mà ông đang xét, một số lớp không thể là phần tử, và do đó là phần tử cuối trong bất kỳ xích liên thuộc mà chúng thuộc về.
Ngoài lý thuyết tập hợp, từ "lớp" đôi khi được dùng cùng nghĩa với "tập hợp". Cách dùng này bắt nguồn từ giai đoạn lịch sử mà các lớp và các tập hợp chưa được phân biệt như trong ngày nay. Nhiều thảo luận về "lớp" trong thế kỷ 19 và trước đó thực ra đang nhắc tới tập hợp, hoặc do không xét tới việc một số lớp có thể không phải là tập hợp,

## Các ví dụ
Họ tất cả các cấu trúc đại số của một kiểu cho trước thường sẽ là lớp chân chính. Các ví dụ bao gồm lớp của tất cả các nhóm, lớp của tất cả các không gian vectơ, và nhiều ví dụ khác. Trong lý thuyết phạm trù, một phạm trù mà các vật lập thành lớp chân chính (hay có họ các cấu xạ lập thành lớp chân chính) được gọi là phạm trù lớn.
Số surreal là lớp chân chính của các đối tượng sở hữu tính chất của trường.
Trong lý thuyết tập hợp, nhiều họ tập hợp được phát hiện là lớp chân chính. Các ví dụ bao gồm lớp các tập hợp, lớp các số thứ tự và lớp các số lực lượng.
Một cách để chứng minh lớp là lớp chân chính đó là đặt nó trong song ánh với lớp tất cả các số thứ tự. Phương pháp này được sử dụng trong bài chứng minh không có dàn tự do đầy đủ trên ba hay nhiều hơn số phần tử sinh.

## Các nghịch lý
Các nghịch lý trong lý thuyết tập hợp có thể giả thích bằng cách giả dụng ngầm nhưng mâu thuẫn rằng "tất cả các lớp đều là tập hợp". Với nền tảng vững chắc, các nghịch lý thay vì đó gợi ý rằng có các bài chứng minh rằng một số lớp là lớp chân chính (tức chúng không phải tập hợp). Ví dụ, nghịch lý Russell đề xuất chứng minh lớp tất cả các tập hợp không chứa chính nó là lớp chân chính, nghịch lý Burali-Forti thì cho rằng lớp tất cả các số thứ tự là lớp chân chính. Các nghịch lý không xuất hiện với lớp vì không có lớp chứa lớp. Bởi ngược lại, chẳng hạn ta có thể định nghĩa lớp của các lớp không chứa chính nó, dẫn đến nghịch lý Russell cho các lớp.  Mặt khác, một kết tụ (conglomerate), có thể chứa các lớp chân chính, song lý thuyết của các kết tụ vẫn còn chưa được xác định tốt.

## Lớp trong lý thuyết tập hợp hình thức
Lý thuyết tập hợp ZF không hình thức hoá thuật ngữ lớp, nên mỗi công thức chứa lớp phải được rút gọn cú pháp về công thức không chứa lớp.  Ví dụ, ta có thể rút gọn câu {\displaystyle A=\{x\mid x=x\}} thành {\displaystyle \forall x(x\in A\leftrightarrow x=x)}. Về ngữ pháp, trong ngôn ngữ meta, các lớp có thể mô tả là các lớp tương đương của công thức logic: Nếu {\displaystyle {\mathcal {A}}} là cấu trúc diễn giải ZF, thì ngôn ngữ đối tượng "công thức xây dựng lớp" {\displaystyle \{x\mid \phi \}} được diễn giải trong {\displaystyle {\mathcal {A}}} bằng họ các phần tử trong miền của {\displaystyle {\mathcal {A}}} sao cho {\displaystyle \lambda x\phi } thoả mãn; do đó lớp có thể coi là tập tất cả các vị từ tương đương với {\displaystyle \phi } (bao gồm cả {\displaystyle \phi }). Cụ thể, ta có thể đồng nhất "lớp tất cả các tập hợp" với tập tất cả các vị từ tương đương với {\displaystyle x=x.}
Bởi lớp không có hình thức trong ZF, các tiên đề của ZF không áp dụng trực tiếp cho lớp. Tuy nhiên, nếu giả định trước số thứ tự không đạt được {\displaystyle \kappa } thì tập các hạng nhỏ hơn lập thành mô hình của ZF (tức vũ trụ Grothendieck), và các tập con của nó có thể coi là "lớp".
Trong ZF, khái niệm của hàm số có thể tổng quát hoá cho các lớp. Hàm của lớp không phải hàm số như thông thường, bởi nó không phải tập hợp;thay vì đó, nó là công thức {\displaystyle \Phi (x,y)} với tính chất cho bất kỳ tập {\displaystyle x}, không có nhiều hơn một tập hợp {\displaystyle y} sao cho cặp {\displaystyle (x,y)} thoả mãn {\displaystyle \Phi .} Ví dụ, hàm lớp ánh xạ các tập hợp sang kế tiếp của nó có thể biểu diễn bằng công thức {\displaystyle y=x\cup \{x\}.} Ý cặp được sắp {\displaystyle (x,y)} thoả mãn {\displaystyle \Phi } có thể thay bằng {\displaystyle \Phi (x)=y.}
Một hướng tiếp cận khác lấy từ các tiên đề von Neumann–Bernays–Gödel (NBG); lớp được coi là các vật cơ bản trong lý thuyết này, và tập hợp được định nghĩa là lớp là phần tử của một số lớp khác.Tuy nhiên, tiên đề tồn tại lớp trong NBG được giới hạn sao cho chúng chỉ định lượng trên các tập hợp, thay vì trên toàn bộ các lớp. Điều này  dẫn tới NBG là mở rộng bảo toàn của ZF.
Lý thuyết Morse–Kelley cũng coi lớp là các vật cơ bản như NBG, nhưng cho phép định lượng trên các lớp chân chính trong tiên đề tồn tại lớp. Điều này khiến cho MK mạnh hơn nghiêm ngặt so với NBG và ZF.
Trong các lý thuyết tập hợp khác, chẳng hạn như nền tảng mới hay lý thuyết của các nửa tập hợp, khái niệm "lớp chân chính" vẫn có ý nghĩa (không phải mọi lớp là tập hợp) nhưng tiêu chuẩn để là tập hợp chưa được đóng khi xét tập con. Lấy ví dụ như các lý thuyết tập hợp đi kèm tập phổ dụng có lớp chân chính là lớp con của tập hợp.